# 新帕拉菲伊夫卡
49°15′11″N 35°54′59″E / 49.25306°N 35.91639°E
新帕拉菲伊夫卡（烏克蘭語：Нова Парафіївка），是烏克蘭東部的村莊，隸屬哈爾科夫州的別列斯京區。該村始建於1880年，面積3.69平方公里，海拔高度157米，2001年人口733，人口密度每平方公里198.6人。